# Культцентр
Культцентр (кирг. Культцентр) — село в Джети-Огузском районе Иссык-Кульской области Кыргызстана. Входит в состав Ак-Шыйракского аильного округа. Код СОАТЕ — 41702 210 810 02 0

## Население
По данным переписи 2022 года, в селе проживало 185 человек.